# Марс (міфологія)

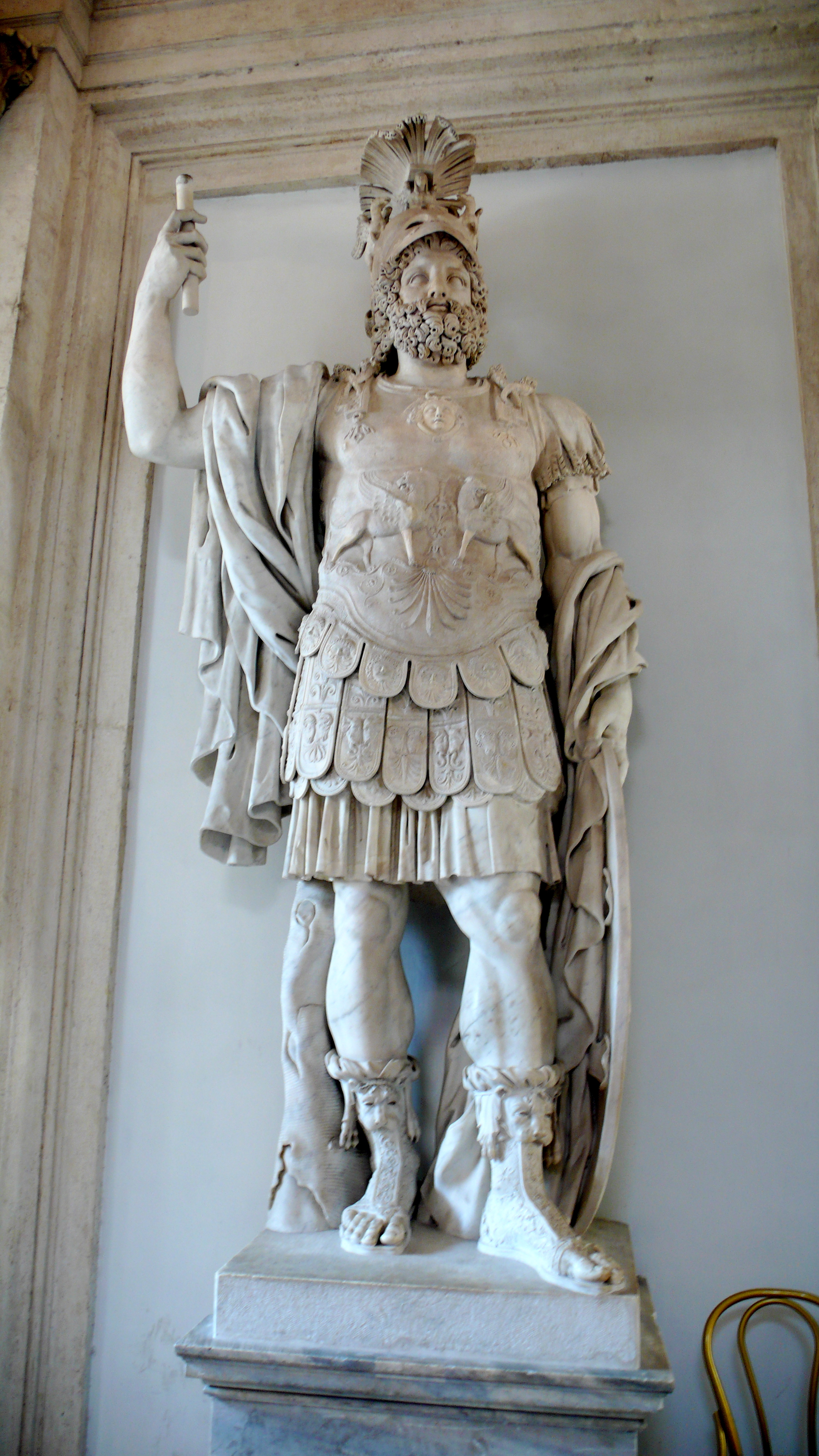
Статуя Марса з римського Форуму Нерви

Марс (лат. Mars) — первісно італійський бог родючості, рослинності й дикої природи; вважалося, що він може наслати загибель урожаю та загибель скоту або відвернути їх. Пізніше був утотожнений з грецьким Аресом і став богом війни. Первісно входив до трійки богів, які очолювали давньоримський Пантеон (разом із Юпітером та Квіріном). За римською легендою, близнюки Ромул та Рем є його синами (Рея Сільвія народила синів від Марса). Тому Марс вважався покровителем Риму. Богу війни було присвячено храм на Марсовому полі у Римі. На честь Марса називався місяць Martius у Стародавньому Римі (березень у сучасній українській мові). Священними тваринами Марса вважаються вовк і дятел.
Бога шанували з епітетами «переможець», «розширювач імперії», «миротворець». У західних римських провінціях з образом Марса пов'язували головних богів територіальних і племінних громад. Саме тому деякі дослідники вважали, що ранні римські уявлення про Марса як про верховне божество продовжували жити в народі.

## Марс у міфах
Марс був богом війни, але на відміну від грецького Ареса, не війни задля вбивств і грабунку, а задля встановлення порядку. Зокрема він сприяв завоюванням Апеннінського півострова, а надалі турбувався про добробут підкорених земель, дбаючи про багаті врожаї на них і захист від недоброзичливих сусідів. Близькою до Марса була богиня війни Беллона, але у її владі перебувала війна жорстока і спустошлива.
Марс був сином Юнони і мав дружину Нереїну, яку вважали уособленням доблесті. Він сам брав участь у війнах, допомагаючи римлянам і шкодячи їхнім ворогам. Його повсюди супроводжували божества Павор (Жах) і Паллор (Страх), а також Віртус (Доблесть) і Хонос (Честь). Перші двоє жахали ворогів, другі надихали римлян на подвиги заради батьківщини.

## Культ Марса

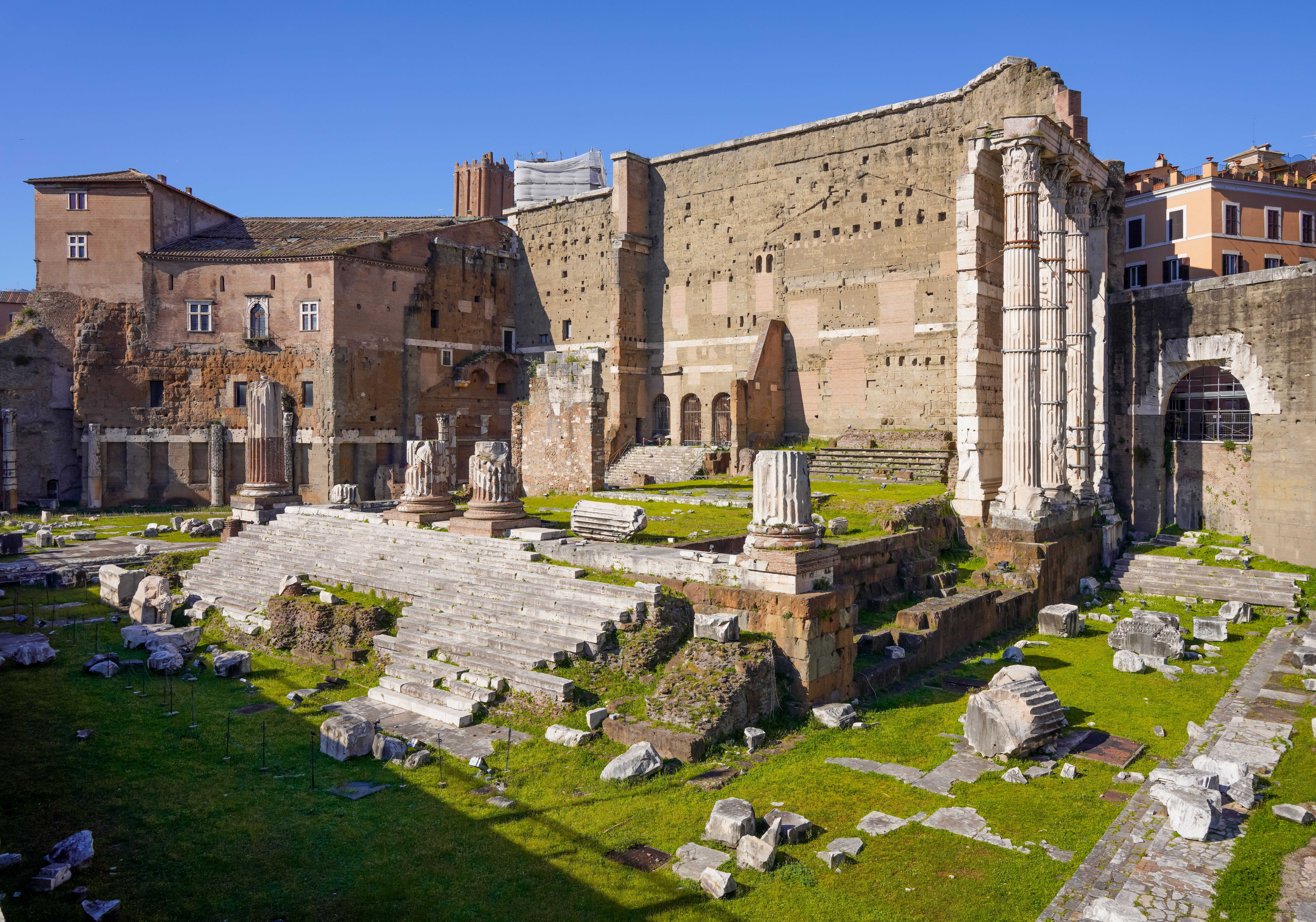
Руїни Храму Марса-Месника на форумі Августа

У різних регіонах Італії початково шанували різних богів родючості під іменами Мамерк, Маворс, Маморс, Марс. Римляни вважали, що знаходяться під особливим покровительством свого бога Марса, позаяк він був батьком Ромула — засновника Риму. Спочатку Марс був богом землеробів, від нього залежав успішний час сівби, Марс боровся з холодом, бурями і злими духами, які могли зашкодити врожаєві. Також Марс оберігав пастухів і домашню худобу, наглядав за господарствами. Селяни приносили йому своветаврілію, жертву зі свині, вівці і вола. Відома молитва цьому богу:
Батьку Марсе, благаю і прошу тебе, будь до мене, до мого дому і всієї моєї родини завжди добрим і милостивим. Щоб запобігти ласки твоєї, я звелів обвести навколо мого поля, моєї землі, моїх угідь твої жертовні тварини — свиню, вівцю та вола. Захисти нас від усяких хвороб, видимих і невидимих, від пошесті й голоду і від усякого лиха. Усім плодам землі, злакам, і виноградним лозам, і садам пошли врожай. Охороняй пастухів і худобу, а мені, моєму дому і всій моїй родині пошли здоров'я та щастя.
З часом, у міру зростання Риму, цей бог отримував покровительство над усе новими сферами життя, зокрема став захисником міських мурів і боровся не лише з негодою, а й з ворожими Риму людьми. Це призвело до того, що скоро він став і богом війни.
Марса часто називали Градівом, що походить від дієслова «збільшувати», оскільки він збільшує врожай і поголів'я стад, або від «крокувати», бо Марс крокує попереду переможного римського війська. Перед тим як піти на війну римляни приносили жертви Марса і молилися біля його храму. Марсу жертвували частину військової здобичі на подяку за перемогу. У храмі Марса-воїна зберігалася священна зброя — спис і щити, один із яких, за переказом, колись упав з неба. Перед відправленням на війну римський полководець брав цю зброю і викрикував до Марса: «Марсе, не спи!», чим закликав на всю війну допомагати йому. З цією ж зброєю жерці виконували на честь Марса ритуальний танець. Римляни вірили, що Марс карає і за несправедливі вбивства. Перший римський імператор Август, прийомний син Юлія Цезаря, спорудив після вбивства названого батька в Римі храм Марса Месника. Надалі римляни зверталися до цього бога з проханням про помсту за несправедливість.
Марс впродовж римської історії зберігав свій двоїстий характер. Йому як сільськогосподарському богу служили особливі жерці — Арвальські брати, а Марсу як богу війни — жерці Салії. Йому було присвячено кілька свят на рік: у лютому, березні і жовтні (27 лютого, 14 березня та 15 жовтня — Еквірії на Марсовому полі у Римі, з 19 по 23 березня — Квінкватрії на честь Марса та Мінерви). Ці свята відкривали і закривали час військових дій, оскільки в давнину взимку зазвичай не воювали. Метою весняних свят було заручитися заступництвом бога війни перед початком військового сезону, а осінніх — подякувати за даровані перемоги.
Марсу було присвячене священне порожнє місце — Марсове поле. У давнину там проходила рілля на володіннях останніх римських царів з роду Тарквініїв. Коли ж царська влада була повалена, це місце перетворили на громадську власність, і було вирішено ніколи більше його не орати, а присвятити Марсу. Офіційно Марсове поле вважалося місцевістю поза містом, хоча фактично знаходилося всередині Риму. Тому там можна було з'являтися зі зброєю, що суворо заборонялося всередині міської межі, за винятком тріумфальної ходи переможної армії. Перед ходою і виступом у похід армія спершу збиралася на Марсовому полі.

## Спис Марса
Зброєю Марса вважався спис, аналогічно як зброєю і символом Юпітера була блискавка, Нептуна — тризуб, а Сатурна — коса або серп. Реліквія, яку називали списом Марса, зберігалася в сакраріумі в Регії, у колишній резиденції царів Рима. Згідно з переказами, спис рухався або тремтів при наближенні ворогів або при іншій небезпеці для держави. Коли Марс зображується як миротворець, його спис традиційно вкрито лавром або іншою рослинністю.